# 55e Ambulance de campagne
La 55e Ambulance de campagne est une unité de la force de réserve médicale de l’armée canadienne basée à Québec.
Elle regroupe des gens de tous les milieux, qui sont employés à temps partiel avec les Forces armées canadiennes. Fait marquant, elle célèbre, en 2009, son 110e anniversaire.

## Histoire
C’est en 1899 que l'Army Medical Staff Corps (AMSC) fut créé. Elle regroupait de nombreux chirurgiens et brancardiers provenant des régiments de milice. L’AMSC se composait d’hôpitaux de campagne et de compagnies de brancardiers, qui étaient répartis dans les grandes villes du pays.
Avec la création des premières unités, le 1er juillet 1899, le Canada se dote d’un service de santé de la milice. Les deux premières unités médicales à Québec furent le 5th Company Bearer et le 5th Company Field Hospital. Elles constituèrent le premier effort de formation de troupes médicales non permanentes.
En plus de ses trois médecins, la compagnie de brancardiers rassemblait trente-deux membres, parmi lesquels on comptait sept sous-officiers, vingt-quatre caporaux et soldats et un clairon. L’unité n’était autorisée qu’à neuf jours d’entraînement au manège local et s’exerçait lors d’un camp estival de trois jours.
Assez curieusement, pour déplacer ses dix wagons-ambulances et ses quatre voitures à fourrage, la compagnie ne disposait que de quatre chevaux. Quant à l’ambulance de campagne, son ardoise en temps de paix permettait l’embauche de trois officiers médecins et de vingt sous-officiers. Malgré son effectif réduit, son autonomie d’opération était plus grande.
L’hôpital ne sortait qu’une fois par année, il déployait alors ses cent lits pendant douze jours d’été consécutifs. À l’éclatement de la seconde guerre des Boers, l’implantation de ces unités fut accélérée. Aussi fut introduite la possibilité d’admettre des infirmières ainsi que des dentistes.
Le salaire d’alors s’élevait à 60 sous par jour d’entraînement pour les soldats, et à 3,90$ pour les majors en exercice de campagne.